# Niveau de conscience
 (décembre 2011).
De nombreuses disciplines et théories attachées à la psychologie[évasif] (voir par exemple les études de Paulo Freire sur la conscientisation  et la recherche de W.Smith et A.Alschuler (1976)) décomposent la notion de conscience sur la base du  concept de Niveau de conscience. Cette notion qui est souvent considérée comme faisant partie de l'ordre des évidences est cependant le résultat d'un calcul relativement simple effectué sur la notion de conscience.[Quoi ?] Ce calcul met en évidence l'existence de niveaux distincts, ce qui incite à ensuite supposer l'existence d'un système par paliers : 
Cherchant à déterminer l'existence et la nature de la conscience, on produira des assertions comme : « Si je suis triste ou heureux et que je me rends compte que je suis triste ou heureux, par exemple, je prends alors conscience de mes états affectifs. » Mais qu'est-ce que « se rendre compte » ? Il manque encore la porte ; on ne voit que le mur de la forteresse.[Quoi ?] Ce qu'on peut résoudre ainsi : "l'existence de la conscience - le se rendre compte - est mise en évidence par des phénomènes particuliers associés à la cognition, comme, l'étonnement,. L'étonnement pourra porter sur n'importe quel sujet, il fera prendre conscience de l'existence de ce sujet. Et cette prise de conscience, ce « rendre compte » qui interroge le soi (la mémoire et l'expérience au sein du soi) fait identifier la présence du soi dans le contexte du questionnement. Les outils logiques et cognitifs mobilisés sur l'objet de l'étonnement sont propres à être redirigés sur ses objets voisins immédiats dans la conscience, et ceux-ci peuvent inclure cette conscience elle-même.    
En admettant qu'un tel raisonnement suffise à identifier la présence de la conscience et satisfasse le questionnement, une seconde question peut alors être produite. Cette seconde question sera le produit de la méfiance, une autre faculté apparentée à l'étonnement : « J'ai une conscience, je suis en train d'en prendre conscience : je fais un calcul sur l'objet de mon étonnement. Mais je faisais bien d'autres calculs avant d'être étonné. Je n'en avais pas conscience (il me semble). Pourtant ma prise de conscience n'est que le résultat d'un calcul analogue, en ce qui concerne la manipulation des objets abstraits, des représentations, de la nature de mon point de vue sur l'objet résultant du questionnement. Il existe donc un autre niveau de conscience, antérieur à la prise de conscience de la conscience. »
La notion de niveau de conscience est également utilisée (dans le sens de niveau d'éveil ; niveau de vigilance pour la sophrologie) par la biologie et les sciences éducatives .